# Takeshi Koshida
Takeshi Koshida (jap. 越田 剛史, Koshida Takeshi; * 19. Oktober 1960 in der Präfektur Ishikawa) ist ein ehemaliger japanischer Fußballspieler und -trainer.

## Karriere
1980 debütierte Koshida für die japanische Fußballnationalmannschaft. Koshida bestritt 19 Länderspiele.
Seite 2007 ist er der Trainer des Fußballclubs der Universität Hokkaidō.

## Errungene Titel
- Japan Soccer League: 1988/89
- Kaiserpokal: 1983, 1985, 1988

## Persönliche Auszeichnungen
- Japan Soccer League Best Eleven: 1983